# David Bowie/Diskografie
Diese Diskografie ist eine Übersicht über die musikalischen Werke des britischen Sängers David Bowie. Den Quellenangaben zufolge hat er bisher mehr als 140 Millionen Tonträger verkauft, davon alleine in seiner Heimat über 24,9 Millionen, damit zählt er zu den Interpreten mit den meisten verkauften Tonträgern weltweit. Seine erfolgreichste Veröffentlichung ist die Single Under Pressure mit über 6,7 Millionen verkauften Einheiten.

## Alben

### Studioalben
| Jahr | Titel Musiklabel                                                                        | Höchstplatzierung, Gesamtwochen, AuszeichnungChartplatzierungen (Jahr, Titel, Musiklabel, Platzierungen, Wochen, Auszeichnungen, Anmerkungen) | Höchstplatzierung, Gesamtwochen, AuszeichnungChartplatzierungen (Jahr, Titel, Musiklabel, Platzierungen, Wochen, Auszeichnungen, Anmerkungen) | Höchstplatzierung, Gesamtwochen, AuszeichnungChartplatzierungen (Jahr, Titel, Musiklabel, Platzierungen, Wochen, Auszeichnungen, Anmerkungen) | Höchstplatzierung, Gesamtwochen, AuszeichnungChartplatzierungen (Jahr, Titel, Musiklabel, Platzierungen, Wochen, Auszeichnungen, Anmerkungen) | Höchstplatzierung, Gesamtwochen, AuszeichnungChartplatzierungen (Jahr, Titel, Musiklabel, Platzierungen, Wochen, Auszeichnungen, Anmerkungen) | Anmerkungen                                                                                           |
| Jahr | Titel Musiklabel                                                                        | DE | AT | CH | UK | US | Anmerkungen                                                                                           |
| ---- | --------------------------------------------------------------------------------------- | --- | --- | --- | --- | --- | --- |
| 1967 | David Bowie Deram (Decca)                                                               | — | — | — | — | — | Erstveröffentlichung: 2. Juni 1967                                                                    |
| 1969 | David Bowie (Space Oddity) auch bekannt als: Man of Words, Man of Music Philips (Essex) | DE63 a (1 Wo.)DE | — | CH66 b (2 Wo.)CH | UK17 Gold · (42 Wo.)UK | US16 (36 Wo.)US | Erstveröffentlichung: 4. November 1969                                                                |
| 1970 | The Man Who Sold the World auch bekannt als: Metrobolist Mercury Records (Titanic)      | DE22 a (1 Wo.)DE | AT40 a (1 Wo.)AT | CH27 a (1 Wo.)CH | UK21 Gold · (6 Wo.)UK | US105 (23 Wo.)US | Erstveröffentlichung: 4. November 1970                                                                |
| 1971 | Hunky Dory RCA Victor (Chrysalis)                                                       | DE53 b (1 Wo.)DE | AT52 (1 Wo.)AT | CH32 c (3 Wo.)CH | UK3 Platin · (151 Wo.)UK | US57 d (19 Wo.)US | Erstveröffentlichung: 17. Dezember 1971                                                               |
| 1972 | The Rise and Fall of Ziggy Stardust and the Spiders from Mars RCA Victor (Chrysalis)    | DE12 c (1 Wo.)DE | AT21 c (1 Wo.)AT | CH21 c (4 Wo.)CH | UK5 ×2Doppelplatin · (202 Wo.)UK | US21 e Gold · (89 Wo.)US | Erstveröffentlichung: 6. Juni 1972                                                                    |
| 1973 | Aladdin Sane RCA Victor (Chrysalis)                                                     | DE65 f (1 Wo.)DE | — | — | UK1 Platin · (84 Wo.)UK | US17 Gold · (23 Wo.)US | Erstveröffentlichung: 13. April 1973                                                                  |
| 1973 | Pinups RCA Victor (Chrysalis)                                                           | — | — | — | UK1 Gold · (40 Wo.)UK | US23 (21 Wo.)US | Erstveröffentlichung: 19. Oktober 1973                                                                |
| 1974 | Diamond Dogs RCA Victor (Chrysalis)                                                     | DE40 (1 Wo.)DE | — | — | UK1 Gold · (42 Wo.)UK | US5 Gold · (25 Wo.)US | Erstveröffentlichung: 24. Mai 1974                                                                    |
| 1975 | Young Americans RCA Victor (Chrysalis)                                                  | — | — | CH92 c (2 Wo.)CH | UK2 Gold · (… Wo.)UK | US9 Gold · (51 Wo.)US | Erstveröffentlichung: 7. März 1975                                                                    |
| 1976 | Station to Station RCA Victor (Chrysalis)                                               | DE91 (1 Wo.)DE | AT47 (1 Wo.)AT | CH65 c (2 Wo.)CH | UK5 Gold · (24 Wo.)UK | US3 Gold · (32 Wo.)US | Erstveröffentlichung: 23. Januar 1976                                                                 |
| 1977 | Low RCA Victor (Chrysalis)                                                              | DE84 c (1 Wo.)DE | AT16 (11 Wo.)AT | CH40 c (3 Wo.)CH | UK2 Gold · (30 Wo.)UK | US11 (20 Wo.)US | Erstveröffentlichung: 14. Januar 1977                                                                 |
| 1977 | “Heroes” RCA Victor (E.G. Music)                                                        | DE44 c (1 Wo.)DE | AT19 (10 Wo.)AT | CH34 c (4 Wo.)CH | UK3 Gold · (32 Wo.)UK | US35 (19 Wo.)US | Erstveröffentlichung: 14. Oktober 1977                                                                |
| 1979 | Lodger RCA Victor (E.G. Music)                                                          | — | AT13 (4 Wo.)AT | — | UK4 Gold · (17 Wo.)UK | US20 (15 Wo.)US | Erstveröffentlichung: 18. Mai 1979                                                                    |
| 1980 | Scary Monsters (And Super Creeps) RCA Records (WMG)                                     | DE8 (28 Wo.)DE | AT20 (3 Wo.)AT | CH75 c (2 Wo.)CH | UK1 Platin · (32 Wo.)UK | US12 (27 Wo.)US | Erstveröffentlichung: 12. September 1980                                                              |
| 1983 | Let’s Dance EMI (EMI)                                                                   | DE2 (36 Wo.)DE | AT2 Gold · (31 Wo.)AT | CH17 (7 Wo.)CH | UK1 ×2Doppelplatin + Silber (Wiederveröffentlichung) · (61 Wo.)UK                                                                             | US4 Platin · (69 Wo.)US | Erstveröffentlichung: 14. April 1983                                                                  |
| 1984 | Tonight EMI (EMI)                                                                       | DE8 (11 Wo.)DE | AT8 (16 Wo.)AT | CH8 (6 Wo.)CH | UK1 Gold · (19 Wo.)UK | US11 Platin · (24 Wo.)US | Erstveröffentlichung: 24. September 1984                                                              |
| 1987 | Never Let Me Down EMI (EMI)                                                             | DE11 (19 Wo.)DE | AT3 (16 Wo.)AT | CH18 (3 Wo.)CH | UK6 Gold · (16 Wo.)UK | US34 Gold · (26 Wo.)US | Erstveröffentlichung: 27. April 1987                                                                  |
| 1993 | Black Tie White Noise Savage Records (BMG)                                              | DE15 (13 Wo.)DE | AT18 (11 Wo.)AT | CH18 (8 Wo.)CH | UK1 Gold · (11 Wo.)UK | US39 (8 Wo.)US | Erstveröffentlichung: 5. April 1993                                                                   |
| 1993 | The Buddha of Suburbia Arista Records (BMG)                                             | — | — | — | — | — | Erstveröffentlichung: 8. November 1993                                                                |
| 1995 | 1. Outside – The Nathan Adler Diaries: A Hyper Cycle Arista Records (BMG)               | DE33 (9 Wo.)DE | AT22 (18 Wo.)AT | CH22 (4 Wo.)CH | UK8 Silber · (6 Wo.)UK | US21 (6 Wo.)US | Erstveröffentlichung: 25. September 1995                                                              |
| 1997 | Earthling Arista Records (BMG)                                                          | DE11 (8 Wo.)DE | AT15 (11 Wo.)AT | CH20 (7 Wo.)CH | UK6 Silber · (4 Wo.)UK | US39 (6 Wo.)US | Erstveröffentlichung: 3. Februar 1997                                                                 |
| 1999 | Hours … Virgin Records (EMI)                                                            | DE4 (11 Wo.)DE | AT2 (10 Wo.)AT | CH18 (7 Wo.)CH | UK5 Gold · (6 Wo.)UK | US47 (4 Wo.)US | Erstveröffentlichung: 21. September 1999                                                              |
| 2002 | Heathen ISO Records • Columbia Records (Sony)                                           | DE4 (19 Wo.)DE | AT4 (16 Wo.)AT | CH7 (15 Wo.)CH | UK5 Gold · (20 Wo.)UK | US14 (9 Wo.)US | Erstveröffentlichung: 7. Juni 2002                                                                    |
| 2003 | Reality ISO Records • Columbia Records (Sony)                                           | DE3 (8 Wo.)DE | AT3 (8 Wo.)AT | CH5 (8 Wo.)CH | UK3 Gold · (5 Wo.)UK | US29 (4 Wo.)US | Erstveröffentlichung: 15. September 2003                                                              |
| 2013 | The Next Day ISO Records • Columbia Records (Sony)                                      | DE1 Gold · (18 Wo.)DE | AT2 Gold · (16 Wo.)AT | CH1 Gold · (16 Wo.)CH | UK1 Platin · (36 Wo.)UK | US2 (13 Wo.)US | Erstveröffentlichung: 8. März 2013                                                                    |
| 2016 | Blackstar (★) ISO Records • Columbia Records (Sony)                                     | DE1 Platin · (26 Wo.)DE | AT1 Platin · (18 Wo.)AT | CH1 Platin · (18 Wo.)CH | UK1 Platin · (38 Wo.)UK | US1 Gold · (12 Wo.)US | Erstveröffentlichung: 8. Januar 2016                                                                  |
| 2021 | Toy ISO Records • Parlophone (WMG)                                                      | DE3 (3 Wo.)DE | AT4 (2 Wo.)AT | CH7 (2 Wo.)CH | UK5 (1 Wo.)UK | — | Erstveröffentlichung: 26. November 2021 bereits 2000 aufgenommen, sollte ursprünglich 2001 erscheinen |

grau schraffiert: keine Chartdaten aus diesem Jahr verfügbar

### Livealben
| Jahr | Titel Musiklabel                                                        | Höchstplatzierung, Gesamtwochen, AuszeichnungChartplatzierungen (Jahr, Titel, Musiklabel, Platzierungen, Wochen, Auszeichnungen, Anmerkungen) | Höchstplatzierung, Gesamtwochen, AuszeichnungChartplatzierungen (Jahr, Titel, Musiklabel, Platzierungen, Wochen, Auszeichnungen, Anmerkungen) | Höchstplatzierung, Gesamtwochen, AuszeichnungChartplatzierungen (Jahr, Titel, Musiklabel, Platzierungen, Wochen, Auszeichnungen, Anmerkungen) | Höchstplatzierung, Gesamtwochen, AuszeichnungChartplatzierungen (Jahr, Titel, Musiklabel, Platzierungen, Wochen, Auszeichnungen, Anmerkungen) | Höchstplatzierung, Gesamtwochen, AuszeichnungChartplatzierungen (Jahr, Titel, Musiklabel, Platzierungen, Wochen, Auszeichnungen, Anmerkungen) | Anmerkungen                                                                                         |
| Jahr | Titel Musiklabel                                                        | DE | AT | CH | UK | US | Anmerkungen                                                                                         |
| ---- | ----------------------------------------------------------------------- | --- | --- | --- | --- | --- | --------------------------------------------------------------------------------------------------- |
| 1974 | David Live RCA Victor (Chrysalis)                                       | — | — | — | UK2 (13 Wo.)UK | US8 Gold · (21 Wo.)US | Erstveröffentlichung: 29. Oktober 1974                                                              |
| 1978 | Stage RCA Victor (E.G. Music)                                           | — | — | — | UK5 Gold · (10 Wo.)UK | US44 (13 Wo.)US | Erstveröffentlichung: 8. September 1978 aufgenommen am 28. April 1978 im Spectrum in Philadelphia   |
| 1999 | liveandwell.com Selbstverlag                                            | — | — | — | UK52 g (1 Wo.)UK | — | Erstveröffentlichung: November 1999 bis 2021 nur als Gratisdownload über Bowies Homepage erhältlich |
| 2009 | VH1 Storytellers EMI (EMI)                                              | — | — | — | — | — | Erstveröffentlichung: 14. Juli 2009                                                                 |
| 2010 | A Reality Tour ISO Records • Columbia Records (Sony)                    | DE39 Gold · (6 Wo.)DE | AT18 h (7 Wo.)AT | CH39 i (4 Wo.)CH | UK53 (1 Wo.)UK | — | Erstveröffentlichung: 22. Januar 2010                                                               |
| 2017 | Live Nassau Coliseum ’76 Parlophone (WMG)                               | — | — | — | — | — | Erstveröffentlichung: 10. Februar 2017                                                              |
| 2017 | Cracked Actor (Live Los Angeles ’74) Parlophone (WMG)                   | DE88 (1 Wo.)DE | AT73 (1 Wo.)AT | — | UK20 (2 Wo.)UK | — | Erstveröffentlichung: 22. April 2017 Vinyl-Veröffentlichung im Rahmen des Record Store Day 2017     |
| 2018 | Welcome to the Blackout (Live London ’78) Parlophone (WMG)              | DE58 (1 Wo.)DE | AT55 (1 Wo.)AT | CH75 (1 Wo.)CH | UK16 (1 Wo.)UK | — | Erstveröffentlichung: 21. April 2018 Vinyl-Veröffentlichung im Rahmen des Record Store Day 2018     |
| 2018 | Glastonbury 2000 Parlophone (WMG)                                       | DE31 (2 Wo.)DE | AT50 (1 Wo.)AT | CH53 (1 Wo.)CH | UK25 (3 Wo.)UK | — | Erstveröffentlichung: 30. November 2018                                                             |
| 2019 | Serious Moonlight (Live ’83) Parlophone (WMG)                           | DE69 (1 Wo.)DE | — | — | — | — | Erstveröffentlichung: 15. Februar 2019                                                              |
| 2019 | Glass Spider (Live Montreal ’87) Parlophone (WMG)                       | — | — | — | — | — | Erstveröffentlichung: 15. Februar 2019                                                              |
| 2020 | Ouvrez le chien (Live Dallas 95) ISO Records • Parlophone (WMG)         | — | — | — | UK32 (1 Wo.)UK | — | Erstveröffentlichung: 3. Juli 2020                                                                  |
| 2020 | I’m Only Dancing (The Soul Tour ’74) Parlophone (WMG)                   | — | — | — | UK18 (2 Wo.)UK | US104 (1 Wo.)US | Erstveröffentlichung: 29. August 2020                                                               |
| 2020 | Something in the Air (Live Paris 99) ISO Records • Parlophone (WMG)     | — | — | — | UK16 (1 Wo.)UK | — | |
| 2020 | No Trendy Réchauffé (Live Birmingham 95) ISO Records • Parlophone (WMG) | — | — | — | UK86 (1 Wo.)UK | — | Erstveröffentlichung: 20. November 2020                                                             |
| 2021 | Look at the Moon – Live Phoenix Festival ISO Records • Parlophone (WMG) | — | — | — | UK16 (1 Wo.)UK | — | Erstveröffentlichung: 12. Februar 2021                                                              |
| 2021 | At the Kit Kat Club – Live New York ’99 ISO Records • Parlophone (WMG)  | — | — | — | UK20 (1 Wo.)UK | — | Erstveröffentlichung: 2. April 2021                                                                 |
| 2025 | Ready, Set, Go! ISO Records • Parlophone (WMG)                          | — | — | — | UK44 (1 Wo.)UK | — | Erstveröffentlichung: 12. April 2025                                                                |

grau schraffiert: keine Chartdaten aus diesem Jahr verfügbar

### Kompilationen
| Jahr | Titel Musiklabel                                                         | Höchstplatzierung, Gesamtwochen, AuszeichnungChartplatzierungen (Jahr, Titel, Musiklabel, Platzierungen, Wochen, Auszeichnungen, Anmerkungen) | Höchstplatzierung, Gesamtwochen, AuszeichnungChartplatzierungen (Jahr, Titel, Musiklabel, Platzierungen, Wochen, Auszeichnungen, Anmerkungen) | Höchstplatzierung, Gesamtwochen, AuszeichnungChartplatzierungen (Jahr, Titel, Musiklabel, Platzierungen, Wochen, Auszeichnungen, Anmerkungen) | Höchstplatzierung, Gesamtwochen, AuszeichnungChartplatzierungen (Jahr, Titel, Musiklabel, Platzierungen, Wochen, Auszeichnungen, Anmerkungen) | Höchstplatzierung, Gesamtwochen, AuszeichnungChartplatzierungen (Jahr, Titel, Musiklabel, Platzierungen, Wochen, Auszeichnungen, Anmerkungen) | Anmerkungen                                                                                     |
| Jahr | Titel Musiklabel                                                         | DE | AT | CH | UK | US | Anmerkungen                                                                                     |
| ---- | ------------------------------------------------------------------------ | --- | --- | --- | --- | --- | ----------------------------------------------------------------------------------------------- |
| 1973 | Images 1966–1967 Deram (Decca)                                           | — | — | — | — | US144 (9 Wo.)US | Erstveröffentlichung: Februar 1973                                                              |
| 1973 | Best Deluxe RCA Victor (RCA)                                             | — | — | — | — | — | Erstveröffentlichung: 1973                                                                      |
| 1976 | ChangesOneBowie RCA Victor (Chrysalis)                                   | — | — | — | UK2 (28 Wo.)UK | US10 Platin · (39 Wo.)US | Erstveröffentlichung: 21. Mai 1976                                                              |
| 1979 | Chameleon Starcall Records (RCA)                                         | — | — | — | — | — | Erstveröffentlichung: September 1979                                                            |
| 1980 | The Very Best of David Bowie K-Tel (Chrysalis)                           | — | AT12 (14 Wo.)AT | — | UK3 Platin · (20 Wo.)UK | — | Erstveröffentlichung: 15. Dezember 1980                                                         |
| 1981 | ChangesTwoBowie RCA Victor (Chrysalis)                                   | — | — | — | UK24 Gold · (17 Wo.)UK | US68 (18 Wo.)US | Erstveröffentlichung: 13. November 1981                                                         |
| 1982 | Rare RCA Victor (Chrysalis)                                              | DE13 (18 Wo.)DE | — | — | UK34 (11 Wo.)UK | — | Erstveröffentlichung: Dezember 1982                                                             |
| 1982 | Fashions RCA Victor (RCA)                                                | — | — | — | — | — | Erstveröffentlichung: 1982                                                                      |
| 1983 | Golden Years RCA Victor (RCA)                                            | DE50 (3 Wo.)DE | — | — | UK33 (5 Wo.)UK | US99 (9 Wo.)US | Erstveröffentlichung: August 1983                                                               |
| 1983 | A Second Face Decca (Decca)                                              | — | — | — | — | — | Erstveröffentlichung: 1983                                                                      |
| 1984 | Fame and Fashion (David Bowie’s All Time Greatest Hits) RCA Victor (RCA) | — | — | — | UK40 (6 Wo.)UK | US147 (6 Wo.)US | Erstveröffentlichung: April 1984                                                                |
| 1985 | Prime Cuts Decca (Decca)                                                 | — | — | — | — | — | Erstveröffentlichung: 1985                                                                      |
| 1989 | Sound + Vision Ryko Analogue (Ryko)                                      | — | — | — | UK— PlatinUK | US97 Gold · (17 Wo.)US | Erstveröffentlichung: 19. September 1989 Zusammenstellung von Aufnahmen zwischen 1969 und 1980  |
| 1990 | Changesbowie EMI (EMI)                                                   | DE7 Gold · (29 Wo.)DE | AT5 Gold · (18 Wo.)AT | CH18 (9 Wo.)CH | UK1 (31 Wo.)UK | US39 Platin · (27 Wo.)US | Erstveröffentlichung: 16. März 1990                                                             |
| 1990 | David Bowie Deram (Polygram)                                             | — | — | — | — | — | Erstveröffentlichung: 1990                                                                      |
| 1991 | Early On (1964–1966) Rhino Records (Rhino)                               | — | — | — | — | — | Erstveröffentlichung: 1991                                                                      |
| 1993 | The Singles Collection EMI (EMI)                                         | DE64 (8 Wo.)DE | AT37 (2 Wo.)AT | — | UK— PlatinUK | — | Erstveröffentlichung: 8. November 1993                                                          |
| 1993 | The Gospel According to David Bowie Spectrum (Karussell)                 | — | — | — | — | — | Erstveröffentlichung: 1993                                                                      |
| 1993 | All Saints Selbstverlag                                                  | — | — | — | — | — | Erstveröffentlichung: 1993                                                                      |
| 1995 | Rarest One Bowie Golden Years (Mainman)                                  | — | — | — | — | — | Erstveröffentlichung: 1995                                                                      |
| 1995 | London Boy Spectrum (Karussell)                                          | — | — | — | — | — | Erstveröffentlichung: 1995                                                                      |
| 1997 | The Deram Anthology 1966–1968 Deram (Polygram)                           | — | — | — | — | — | Erstveröffentlichung: 9. Juni 1997                                                              |
| 1997 | The Best of David Bowie 1969/1974 EMI (EMI)                              | — | — | CH58 j (1 Wo.)CH | UK11 Platin · (29 Wo.)UK | — | Erstveröffentlichung: 31. Oktober 1997                                                          |
| 1998 | The Best of David Bowie 1974/1979 EMI (EMI)                              | — | — | — | UK39 Gold · (3 Wo.)UK | — | Erstveröffentlichung: 23. April 1998                                                            |
| 2000 | Bowie at the Beeb BBC • EMI (EMI)                                        | DE69 j (1 Wo.)DE | — | CH88 (3 Wo.)CH | UK7 Gold · (6 Wo.)UK | US181 (1 Wo.)US | Erstveröffentlichung: 25. September 2000 Aufnahmen für die BBC zwischen 1968 und 1972           |
| 2002 | Best of Bowie EMI (EMI)                                                  | DE16 (14 Wo.)DE | AT12 (14 Wo.)AT | CH15 (12 Wo.)CH | UK1 ×4Vierfachplatin · (163 Wo.)UK | US4 k Platin · (55 Wo.)US | Erstveröffentlichung: 18. Oktober 2002                                                          |
| 2003 | Club Bowie Virgin Records (EMI)                                          | — | — | — | — | — | Erstveröffentlichung: 17. November 2003                                                         |
| 2004 | Musical Storyland Worlds In Ink (UMG)                                    | — | — | — | — | — | Erstveröffentlichung: 24. April 2004                                                            |
| 2005 | The Collection EMI Gold (EMI)                                            | — | — | — | — | — | Erstveröffentlichung: 2005                                                                      |
| 2007 | The Best of David Bowie 1980/1987 EMI (EMI)                              | — | AT44 (1 Wo.)AT | — | UK34 (3 Wo.)UK | — | Erstveröffentlichung: 16. März 2007                                                             |
| 2008 | iSelect Astralwerks (BMG)                                                | — | — | — | — | — | Erstveröffentlichung: 29. Juni 2008                                                             |
| 2014 | Nothing Has Changed (The Very Best of David Bowie) Parlophone (WMG)      | DE4 (18 Wo.)DE | AT4 (15 Wo.)AT | CH5 l (12 Wo.)CH | UK5 Gold · (54 Wo.)UK | US57 (4 Wo.)US | Erstveröffentlichung: 14. November 2014                                                         |
| 2016 | Legacy Parlophone (WMG)                                                  | DE59 (2 Wo.)DE | — | — | UK5 ×3Dreifachplatin · (… Wo.)UK | US78 (10 Wo.)US | Erstveröffentlichung: 11. November 2016                                                         |
| 2017 | Bowpromo Parlophone (WMG)                                                | — | — | — | UK38 (1 Wo.)UK | — | Erstveröffentlichung: 22. April 2017 Vinyl-Veröffentlichung im Rahmen des Record Store Day 2017 |
| 2018 | Bowie Now Parlophone (WMG)                                               | — | — | — | UK43 (1 Wo.)UK | — | Erstveröffentlichung: 21. April 2018 Vinyl-Veröffentlichung im Rahmen des Record Store Day 2018 |
| 2019 | Spying Through a Keyhole Parlophone (WMG)                                | — | — | — | UK55 (1 Wo.)UK | — | Erstveröffentlichung: 5. April 2019 Vinylsinglebox mit neun Demoversionen                       |
| 2020 | Changesnowbowie ISO Records • Parlophone (WMG)                           | — | — | — | UK17 (1 Wo.)UK | US88 (1 Wo.)US | Erstveröffentlichung: 17. April 2020                                                            |
| 2021 | Width of a Circle Parlophone (WMG)                                       | DE49 (1 Wo.)DE | AT51 (1 Wo.)AT | CH76 (1 Wo.)CH | UK15 (1 Wo.)UK | — | Erstveröffentlichung: 28. Mai 2021                                                              |
| 2024 | Waiting in the Sky (Before the Stairman Came to Earth) Parlophone (WMG)  | — | — | — | UK39 (1 Wo.)UK | — | Erstveröffentlichung: 20. April 2024                                                            |
| 2024 | Rock ’n’ Roll Star! Parlophone (WMG)                                     | DE51 (1 Wo.)DE | AT47 (1 Wo.)AT | CH34 (1 Wo.)CH | UK39 (1 Wo.)UK | — | Erstveröffentlichung: 14. Juni 2024                                                             |

grau schraffiert: keine Chartdaten aus diesem Jahr verfügbar

### Soundtracks
| Jahr | Titel Musiklabel                                                | Höchstplatzierung, Gesamtwochen, AuszeichnungChartplatzierungen (Jahr, Titel, Musiklabel, Platzierungen, Wochen, Auszeichnungen, Anmerkungen) | Höchstplatzierung, Gesamtwochen, AuszeichnungChartplatzierungen (Jahr, Titel, Musiklabel, Platzierungen, Wochen, Auszeichnungen, Anmerkungen) | Höchstplatzierung, Gesamtwochen, AuszeichnungChartplatzierungen (Jahr, Titel, Musiklabel, Platzierungen, Wochen, Auszeichnungen, Anmerkungen) | Höchstplatzierung, Gesamtwochen, AuszeichnungChartplatzierungen (Jahr, Titel, Musiklabel, Platzierungen, Wochen, Auszeichnungen, Anmerkungen) | Höchstplatzierung, Gesamtwochen, AuszeichnungChartplatzierungen (Jahr, Titel, Musiklabel, Platzierungen, Wochen, Auszeichnungen, Anmerkungen) | Anmerkungen |
| Jahr | Titel Musiklabel                                                | DE | AT | CH | UK | US | Anmerkungen |
| ---- | --------------------------------------------------------------- | --- | --- | --- | --- | --- | --- |
| 1981 | Christiane F. – Wir Kinder vom Bahnhof Zoo OST RCA Victor (RCA) | DE5 (25 Wo.)DE | AT3 (18 Wo.)AT | — | — | US135 (7 Wo.)US | Soundtrack zum gleichnamigen Film |
| 1983 | Ziggy Stardust: The Motion Picture OST RCA Victor (RCA)         | — | — | CH34 (1 Wo.)CH | UK10 (1 Wo.)UK | US89 (15 Wo.)US | Erstveröffentlichung: 7. Oktober 1983 Live-Soundtrack zum gleichnamigen Film über das letzte Konzert von Ziggy Stardust am 3. Juli 1973 im Hammersmith Odeon in London |
| 1984 | Love You Till Tuesday OST Deram (Decca)                         | — | — | — | UK53 (4 Wo.)UK | — | Erstveröffentlichung: 1. Mai 1984 Kompilations-Soundtrack zum gleichnamigen Imagefilm                                                                                  |
| 1986 | Labyrinth OST EMI (EMI)                                         | DE29 (8 Wo.)DE | — | — | UK38 (2 Wo.)UK | US68 (8 Wo.)US | Erstveröffentlichung: 1. September 1986 mit Trevor Jones; Soundtrack zum gleichnamigen Film                                                                            |
| 2022 | Moonage Daydream ISO Records • Parlophone (WMG)                 | DE72 (1 Wo.)DE | AT50 (1 Wo.)AT | CH44 (1 Wo.)CH | UK20 (1 Wo.)UK | — | Erstveröffentlichung: 16. September 2022 |

grau schraffiert: keine Chartdaten aus diesem Jahr verfügbar

### EPs
| Jahr | Titel Musiklabel                                                                  | Höchstplatzierung, Gesamtwochen, AuszeichnungChartplatzierungen (Jahr, Titel, Musiklabel, Platzierungen, Wochen, Auszeichnungen, Anmerkungen) | Höchstplatzierung, Gesamtwochen, AuszeichnungChartplatzierungen (Jahr, Titel, Musiklabel, Platzierungen, Wochen, Auszeichnungen, Anmerkungen) | Höchstplatzierung, Gesamtwochen, AuszeichnungChartplatzierungen (Jahr, Titel, Musiklabel, Platzierungen, Wochen, Auszeichnungen, Anmerkungen) | Höchstplatzierung, Gesamtwochen, AuszeichnungChartplatzierungen (Jahr, Titel, Musiklabel, Platzierungen, Wochen, Auszeichnungen, Anmerkungen) | Höchstplatzierung, Gesamtwochen, AuszeichnungChartplatzierungen (Jahr, Titel, Musiklabel, Platzierungen, Wochen, Auszeichnungen, Anmerkungen) | Anmerkungen                                                                                     |
| Jahr | Titel Musiklabel                                                                  | DE | AT | CH | UK | US | Anmerkungen                                                                                     |
| ---- | --------------------------------------------------------------------------------- | --- | --- | --- | --- | --- | ----------------------------------------------------------------------------------------------- |
| 1981 | Don’t Be Fooled by the Name auch bekannt als: London Boys PRT (PRT)               | — | — | — | — | — | Erstveröffentlichung: 1981                                                                      |
| 1982 | Baals Hymn RCA Victor (RCA)                                                       | — | — | — | UK29 (5 Wo.)UK | — | Erstveröffentlichung: 2. Februar 1982                                                           |
| 1987 | 1966 PRT (PRT)                                                                    | — | — | — | — | — | Erstveröffentlichung: 1987                                                                      |
| 2005 | Live EP (Live at Fashion Rocks) EMI (EMI)                                         | — | — | — | — | — | Erstveröffentlichung: 2005 mit Arcade Fire                                                      |
| 2009 | Space Oddity (40th Anniversary EP) EMI (EMI)                                      | — | — | — | — | — | Erstveröffentlichung: 19. Juli 2009                                                             |
| 2017 | No Plan ISO Records • Columbia Records (Sony)                                     | — | — | — | — | US138 (1 Wo.)US | Erstveröffentlichung: 8. Januar 2017                                                            |
| 2020 | Is It Any Wonder? ISO Records • Parlophone (WMG)                                  | — | — | — | UK10 (1 Wo.)UK | — | Erstveröffentlichung: 14. Februar 2020                                                          |
| 2022 | Toy E. P. (“You’ve Got It Made with All the Toys”) ISO Records • Parlophone (WMG) | — | — | — | UK54 (1 Wo.)UK | — | Erstveröffentlichung: 23. April 2022 Vinyl-Veröffentlichung im Rahmen des Record Store Day 2022 |

grau schraffiert: keine Chartdaten aus diesem Jahr verfügbar

## Singles

### Als Leadmusiker
| Jahr | Titel Album                                                                         | Höchstplatzierung, Gesamtwochen, AuszeichnungChartplatzierungen (Jahr, Titel, Album, Platzierungen, Wochen, Auszeichnungen, Anmerkungen) | Höchstplatzierung, Gesamtwochen, AuszeichnungChartplatzierungen (Jahr, Titel, Album, Platzierungen, Wochen, Auszeichnungen, Anmerkungen) | Höchstplatzierung, Gesamtwochen, AuszeichnungChartplatzierungen (Jahr, Titel, Album, Platzierungen, Wochen, Auszeichnungen, Anmerkungen) | Höchstplatzierung, Gesamtwochen, AuszeichnungChartplatzierungen (Jahr, Titel, Album, Platzierungen, Wochen, Auszeichnungen, Anmerkungen) | Höchstplatzierung, Gesamtwochen, AuszeichnungChartplatzierungen (Jahr, Titel, Album, Platzierungen, Wochen, Auszeichnungen, Anmerkungen) | Anmerkungen |
| Jahr | Titel Album                                                                         | DE | AT | CH | UK | US | Anmerkungen |
| --- | ----------------------------------------------------------------------------------- | --- | --- | --- | --- | --- | --- |
| 1964 | Liza Jane –                                                                         | — | — | — | — | — | Erstveröffentlichung: 6. Juni 1966 als Davie Jones with The King Bees                                                  |
| 1965 | I Pity the Fool –                                                                   | — | — | — | — | — | Erstveröffentlichung: 5. März 1965 als The Manish Boys; Original: Bobby Bland (1961)                                   |
| 1965 | You’ve Got a Habit of Leaving –                                                     | — | — | — | — | — | Erstveröffentlichung: 20. August 1965 als Davy Jones and the Lower Third                                               |
| 1966 | Can’t Help Thinking About Me –                                                      | — | — | — | — | — | Erstveröffentlichung: 14. Januar 1966 als David Bowie with The Lower Third                                             |
| 1966 | Do Anything You Say –                                                               | — | — | — | — | — | Erstveröffentlichung: 31. März 1966                                                                                    |
| 1966 | I Dig Everything –                                                                  | — | — | — | — | — | Erstveröffentlichung: 12. August 1966                                                                                  |
| 1966 | Rubber Band –                                                                       | — | — | — | — | — | Erstveröffentlichung: 2. Dezember 1966                                                                                 |
| 1967 | The Laughing Gnome –                                                                | — | — | — | UK6 Silber · (12 Wo.)UK | — | Erstveröffentlichung: 14. April 1967 Charteinstieg: 1973                                                               |
| 1967 | David Bowie –                                                                       | — | — | — | — | — | Erstveröffentlichung: 14. Juli 1967                                                                                    |
| 1969 | Space Oddity                                                                        | DE40 (2 Wo.)DE | AT27 (2 Wo.)AT | CH15 (2 Wo.)CH | UK1 Platin · (10 Wo.)UK | US15 (15 Wo.)US | Erstveröffentlichung: 11. Juli 1969                                                                                    |
| 1970 | Ragazzo Solo, Ragazza Sola –                                                        | — | — | — | — | — | Erstveröffentlichung: 26. Februar 1970                                                                                 |
| 1970 | The Prettiest Star Aladdin Sane                                                     | — | — | — | — | — | Erstveröffentlichung: 6. März 1970 seiner ehemaligen Partnerin Angela Barnett gewidmet                                 |
| 1971 | Holy Holy –                                                                         | — | — | — | — | — | Erstveröffentlichung: 15. Januar 1971                                                                                  |
| 1971 | Moonage Daydream –                                                                  | — | — | — | UK— GoldUK | — | Erstveröffentlichung: 23. April 1971 als The Arnold Corns                                                              |
| 1972 | Changes Hunky Dory                                                                  | — | — | — | UK49 m Platin · (2 Wo.)UK | US41 (18 Wo.)US | Erstveröffentlichung: 7. Januar 1972                                                                                   |
| 1972 | Starman The Rise and Fall of Ziggy Stardust and the Spiders from Mars               | — | AT55 m (1 Wo.)AT | — | UK10 ×2Doppelplatin · (14 Wo.)UK | US65 (9 Wo.)US | Erstveröffentlichung: 14. April 1972                                                                                   |
| 1972 | John, I’m Only Dancing –                                                            | — | — | — | UK12 (10 Wo.)UK | — | Erstveröffentlichung: 30. August 1972                                                                                  |
| 1972 | The Jean Genie Aladdin Sane                                                         | DE37 (1 Wo.)DE | — | — | UK2 Silber · (13 Wo.)UK | US71 (5 Wo.)US | Erstveröffentlichung: 24. November 1972                                                                                |
| 1973 | Drive-In Saturday Aladdin Sane                                                      | — | — | — | UK3 (10 Wo.)UK | — | Erstveröffentlichung: 6. April 1973                                                                                    |
| 1973 | Time Aladdin Sane                                                                   | — | — | — | — | — | Erstveröffentlichung: 13. April 1973                                                                                   |
| 1973 | Life on Mars? Hunky Dory                                                            | DE39 (3 Wo.)DE | — | CH48 (1 Wo.)CH | UK3 Platin · (18 Wo.)UK | — | Erstveröffentlichung: 22. Juni 1973                                                                                    |
| 1973 | The Man Who Sold the World                                                          | — | — | — | UK— SilberUK | — | Erstveröffentlichung: 29. Juni 1973 Original: The Rolling Stones (1967)                                                |
| 1973 | Let’s Spend the Night Together Aladdin Sane                                         | — | — | — | — | — | Erstveröffentlichung: Juli 1973 Original: The Rolling Stones (1967)                                                    |
| 1973 | Sorrow Pinups                                                                       | DE39 (2 Wo.)DE | — | — | UK3 Silber · (15 Wo.)UK | — | Erstveröffentlichung: 28. September 1973 Original: The McCoys (1965); B-Seite: Amsterdam Original: Jacques Brel (1964) |
| 1974 | Rebel Rebel Diamond Dogs                                                            | DE33 (2 Wo.)DE | — | — | UK5 Platin · (8 Wo.)UK | US64 (8 Wo.)US | Erstveröffentlichung: 15. Februar 1974                                                                                 |
| 1974 | Rock ’n’ Roll Suicide The Rise and Fall of Ziggy Stardust and the Spiders from Mars | — | — | — | UK22 (7 Wo.)UK | — | Erstveröffentlichung: 11. April 1974                                                                                   |
| 1974 | Diamond Dogs                                                                        | — | — | — | UK21 (6 Wo.)UK | — | Erstveröffentlichung: 17. Mai 1974                                                                                     |
| 1974 | Knock on Wood David Live                                                            | — | — | — | UK10 (6 Wo.)UK | — | Erstveröffentlichung: 13. September 1974 Original: Eddie Floyd (1966)                                                  |
| 1974 | Rock’n’Roll with Me David Live                                                      | — | — | — | — | — | Erstveröffentlichung: September 1974                                                                                   |
| 1975 | Young Americans                                                                     | — | — | — | UK18 Silber · (7 Wo.)UK | US28 (11 Wo.)US | Erstveröffentlichung: 21. Februar 1975                                                                                 |
| 1975 | Fame Young Americans                                                                | — | — | — | UK17 (8 Wo.)UK | US1 Gold · (21 Wo.)US | Erstveröffentlichung: 25. Juli 1975                                                                                    |
| 1975 | Golden Years Station to Station                                                     | — | — | — | UK8 Silber · (10 Wo.)UK | US10 (21 Wo.)US | Erstveröffentlichung: 21. November 1975                                                                                |
| 1976 | TVC 15 Station to Station                                                           | — | — | — | UK33 (4 Wo.)UK | US64 (5 Wo.)US | Erstveröffentlichung: 30. April 1976                                                                                   |
| 1976 | Suffragette City The Rise and Fall of Ziggy Stardust and the Spiders from Mars      | — | — | — | — | — | Erstveröffentlichung: 9. Juli 1976                                                                                     |
| 1976 | Stay Station to Station                                                             | — | — | — | — | — | Erstveröffentlichung: Juli 1976                                                                                        |
| 1977 | Sound and Vision Low                                                                | DE6 (20 Wo.)DE | AT15 (12 Wo.)AT | — | UK3 Silber · (11 Wo.)UK | US69 (6 Wo.)US | Erstveröffentlichung: 11. Februar 1977                                                                                 |
| 1977 | Be My Wife Low                                                                      | — | — | — | — | — | Erstveröffentlichung: 27. Juni 1977                                                                                    |
| 1977 | “Heroes”                                                                            | DE19 m (2 Wo.)DE | AT14 m (10 Wo.)AT | CH17 n (2 Wo.)CH | UK12 o ×2Doppelplatin · (11 Wo.)UK | — | Erstveröffentlichung: 23. September 1977                                                                               |
| 1978 | Beauty and the Beast “Heroes”                                                       | — | — | — | UK39 (3 Wo.)UK | — | Erstveröffentlichung: 6. Januar 1978                                                                                   |
| 1978 | Breaking Glass Stage                                                                | — | — | — | UK54 (7 Wo.)UK | — | Erstveröffentlichung: 6. Oktober 1978                                                                                  |
| 1979 | Boys Keep Swinging Lodger                                                           | — | — | — | UK7 (10 Wo.)UK | — | Erstveröffentlichung: 27. April 1979                                                                                   |
| 1979 | DJ Lodger                                                                           | — | — | — | UK29 (5 Wo.)UK | — | Erstveröffentlichung: 29. Juni 1979                                                                                    |
| 1979 | Yassassin Lodger                                                                    | — | — | — | — | — | Erstveröffentlichung: Juli 1979                                                                                        |
| 1979 | Look Back in Anger Lodger                                                           | — | — | — | — | — | Erstveröffentlichung: 20. August 1979                                                                                  |
| 1979 | John, I’m Only Dancing (Again) –                                                    | — | — | — | UK12 (8 Wo.)UK | — | Erstveröffentlichung: 7. Dezember 1979                                                                                 |
| 1980 | Alabama Song –                                                                      | — | — | — | UK23 (5 Wo.)UK | — | Erstveröffentlichung: 15. Februar 1980                                                                                 |
| 1980 | Ashes to Ashes Scary Monsters (and Super Creeps)                                    | DE9 (21 Wo.)DE | AT6 (6 Wo.)AT | CH11 (7 Wo.)CH | UK1 Gold · (11 Wo.)UK | — | Erstveröffentlichung: 8. August 1980                                                                                   |
| 1980 | Fashion Scary Monsters (and Super Creeps)                                           | DE34 (15 Wo.)DE | — | — | UK5 Silber · (12 Wo.)UK | US70 (9 Wo.)US | Erstveröffentlichung: 31. Oktober 1980                                                                                 |
| 1981 | Scary Monsters (and Super Creeps)                                                   | — | — | — | UK20 (6 Wo.)UK | — | Erstveröffentlichung: 2. Januar 1981                                                                                   |
| 1981 | Up the Hill Backwards Scary Monsters (and Super Creeps)                             | — | — | — | UK32 (6 Wo.)UK | — | Erstveröffentlichung: 20. März 1981                                                                                    |
| 1981 | Crystal Japan –                                                                     | — | — | — | — | — | Erstveröffentlichung: 24. März 1981                                                                                    |
| 1981 | Wild Is the Wind ChangesTwoBowie                                                    | — | — | — | UK24 (10 Wo.)UK | — | Erstveröffentlichung: 7. Oktober 1981 Coverversion des Originals von Johnny Mathis aus dem Jahr 1957                   |
| 1982 | Cat People (Putting Out Fire) Cat People O.S.T.                                     | — | — | CH8 (4 Wo.)CH | UK26 (6 Wo.)UK | US67 (10 Wo.)US | Erstveröffentlichung: 13. April 1982                                                                                   |
| 1982 | Peace on Earth / Little Drummer Boy –                                               | — | AT53 p (6 Wo.)AT | — | UK3 Silber · (12 Wo.)UK | — | Erstveröffentlichung: 30. November 1982 mit Bing Crosby                                                                |
| 1983 | Let’s Dance                                                                         | DE2 (23 Wo.)DE | AT2 (15 Wo.)AT | CH1 (13 Wo.)CH | UK1 Gold + Platin (Digital) · (18 Wo.)UK                                                                                                 | US1 Gold · (20 Wo.)US | Erstveröffentlichung: 17. März 1983 als Gastmusiker: Stevie Ray Vaughan (Gitarre), Nile Rodgers (Gitarre)              |
| 1983 | China Girl Let’s Dance                                                              | DE6 (16 Wo.)DE | AT9 (10 Wo.)AT | CH8 (6 Wo.)CH | UK2 Silber · (9 Wo.)UK | US10 (18 Wo.)US | Erstveröffentlichung: 5. Mai 1983                                                                                      |
| 1983 | Modern Love Let’s Dance                                                             | DE27 (9 Wo.)DE | — | CH17 (4 Wo.)CH | UK2 Gold · (8 Wo.)UK | US14 (13 Wo.)US | Erstveröffentlichung: 13. September 1983                                                                               |
| 1983 | White Light/White Heat Ziggy Stardust: The Motion Picture OST                       | — | — | — | UK46 (3 Wo.)UK | — | Erstveröffentlichung: 7. Oktober 1983 Coverversion des Originals von Velvet Underground aus dem Jahr 1968              |
| 1983 | Without You Let’s Dance                                                             | — | — | — | — | US73 (4 Wo.)US | Erstveröffentlichung: 13. Dezember 1983                                                                                |
| 1984 | Blue Jean Tonight                                                                   | DE21 (12 Wo.)DE | AT16 (12 Wo.)AT | CH14 (9 Wo.)CH | UK6 (9 Wo.)UK | US8 (18 Wo.)US | Erstveröffentlichung: 10. September 1984                                                                               |
| 1984 | Tonight                                                                             | — | AT22 (6 Wo.)AT | CH23 (4 Wo.)CH | UK53 (5 Wo.)UK | US53 (9 Wo.)US | Erstveröffentlichung: 2. November 1984 mit Tina Turner                                                                 |
| 1985 | This Is Not America The Falcon and the Snowman (Soundtrack)                         | DE5 (20 Wo.)DE | AT5 (14 Wo.)AT | CH6 (12 Wo.)CH | UK14 (8 Wo.)UK | US32 (12 Wo.)US | Erstveröffentlichung: 28. Januar 1985 mit Pat Metheny                                                                  |
| 1985 | Loving the Alien Tonight                                                            | DE27 (10 Wo.)DE | — | — | UK19 (9 Wo.)UK | — | Erstveröffentlichung: 13. Mai 1985                                                                                     |
| 1985 | Dancing in the Street –                                                             | DE6 (13 Wo.)DE | AT6 (10 Wo.)AT | CH9 (8 Wo.)CH | UK1 Gold · (15 Wo.)UK | US7 (14 Wo.)US | Erstveröffentlichung: 26. August 1985 mit Mick Jagger                                                                  |
| 1986 | Absolute Beginners OST                                                              | DE7 (14 Wo.)DE | AT2 (15 Wo.)AT | CH3 (12 Wo.)CH | UK2 Silber · (9 Wo.)UK | US53 (9 Wo.)US | Erstveröffentlichung: 24. März 1986                                                                                    |
| 1986 | Underground Labyrinth OST                                                           | DE20 (10 Wo.)DE | — | CH14 (7 Wo.)CH | UK21 (7 Wo.)UK | — | Erstveröffentlichung: 9. Juni 1986                                                                                     |
| 1986 | When the Wind Blows OST                                                             | — | — | — | UK44 (4 Wo.)UK | — | Erstveröffentlichung: 27. Oktober 1986                                                                                 |
| 1986 | Magic Dance Labyrinth OST                                                           | — | — | — | — | — | Erstveröffentlichung: 1986                                                                                             |
| 1987 | Day-In Day-Out Never Let Me Down                                                    | DE25 (11 Wo.)DE | AT25 (2 Wo.)AT | CH28 (2 Wo.)CH | UK17 (6 Wo.)UK | US21 (12 Wo.)US | Erstveröffentlichung: 6. März 1987                                                                                     |
| 1987 | Time Will Crawl Never Let Me Down                                                   | DE57 (4 Wo.)DE | — | — | UK33 (4 Wo.)UK | — | Erstveröffentlichung: 18. Juni 1987                                                                                    |
| 1987 | Never Let Me Down                                                                   | — | — | — | UK34 (6 Wo.)UK | US27 (11 Wo.)US | Erstveröffentlichung: 7. August 1987                                                                                   |
| 1990 | Fame ’90 Changesbowie                                                               | DE36 (7 Wo.)DE | — | CH29 (1 Wo.)CH | UK28 (4 Wo.)UK | — | Erstveröffentlichung: 26. März 1990 Remix des Liedes von 1975                                                          |
| 1992 | Real Cool World Songs from the Cool World                                           | DE83 (5 Wo.)DE | — | — | UK53 (1 Wo.)UK | — | Erstveröffentlichung: August 1992                                                                                      |
| 1993 | Jump They Say Black Tie White Noise                                                 | DE43 (5 Wo.)DE | — | CH40 (1 Wo.)CH | UK9 (6 Wo.)UK | — | Erstveröffentlichung: 15. März 1993                                                                                    |
| 1993 | Black Tie White Noise                                                               | — | — | — | UK36 (2 Wo.)UK | — | Erstveröffentlichung: 31. Mai 1993 feat. Al B. Sure!                                                                   |
| 1993 | Miracle Goodnight Black Tie White Noise                                             | — | — | — | UK40 (2 Wo.)UK | — | Erstveröffentlichung: Oktober 1993                                                                                     |
| 1993 | The Buddha of Suburbia                                                              | — | — | — | UK35 (3 Wo.)UK | — | Erstveröffentlichung: 19. November 1993 feat. Lenny Kravitz                                                            |
| 1995 | The Hearts Filthy Lesson Outside                                                    | — | — | — | UK35 (2 Wo.)UK | US92 (2 Wo.)US | Erstveröffentlichung: September 1995                                                                                   |
| 1995 | Strangers When We Meet/The Man Who Sold the World (Live) Outside                    | — | — | — | UK39 (2 Wo.)UK | — | Erstveröffentlichung: 17. November 1995                                                                                |
| 1996 | Hallo Spaceboy Outside                                                              | DE59 (10 Wo.)DE | AT37 (1 Wo.)AT | — | UK12 (4 Wo.)UK | — | Erstveröffentlichung: 19. Februar 1996 Produzent: Pet Shop Boys                                                        |
| 1996 | Telling Lies Earthling                                                              | — | — | — | — | — | Erstveröffentlichung: 4. November 1996                                                                                 |
| 1997 | Little Wonder Earthling                                                             | — | — | — | UK14 (3 Wo.)UK | — | Erstveröffentlichung: 27. Januar 1997                                                                                  |
| 1997 | Dead Man Walking Earthling                                                          | — | — | — | UK32 (2 Wo.)UK | — | Erstveröffentlichung: 14. April 1997                                                                                   |
| 1997 | Seven Years in Tibet Earthling                                                      | — | — | — | UK61 (2 Wo.)UK | — | Erstveröffentlichung: 18. August 1997                                                                                  |
| 1997 | I’m Afraid of Americans Earthling                                                   | — | — | — | — | US66 (16 Wo.)US | Erstveröffentlichung: 14. Oktober 1997 Soundtrack zum Film Showgirls                                                   |
| 1997 | Pallas Athena –                                                                     | — | — | — | — | — | Erstveröffentlichung: 1997 als Tao Jones Index                                                                         |
| 1998 | I Can’t Read Earthling                                                              | — | — | — | UK73 (2 Wo.)UK | — | Erstveröffentlichung: 9. Februar 1998                                                                                  |
| 1999 | Thursday’s Child Hours…                                                             | DE62 (8 Wo.)DE | — | — | UK16 (5 Wo.)UK | — | Erstveröffentlichung: 20. September 1999                                                                               |
| 1999 | The Pretty Things Are Going to Hell Hours…                                          | — | — | — | — | — | Erstveröffentlichung: 1999                                                                                             |
| 2000 | Survive Hours…                                                                      | — | — | — | UK28 (2 Wo.)UK | — | Erstveröffentlichung: 17. Januar 2000                                                                                  |
| 2000 | Seven Hours…                                                                        | — | — | — | UK32 (2 Wo.)UK | — | Erstveröffentlichung: 17. Juli 2000                                                                                    |
| 2002 | Slow Burn Heathen                                                                   | — | AT69 (1 Wo.)AT | CH80 (4 Wo.)CH | UK94 (1 Wo.)UK | — | Erstveröffentlichung: 3. Juni 2002                                                                                     |
| 2002 | Everyone Says ‘Hi’ Heathen                                                          | DE83 (1 Wo.)DE | — | — | UK20 (3 Wo.)UK | — | Erstveröffentlichung: 16. September 2002                                                                               |
| 2002 | I’ve Been Waiting for You Heathen                                                   | — | — | — | — | — | Erstveröffentlichung: Oktober 2002 Original: Neil Young (1968)                                                         |
| 2003 | New Killer Star Heathen                                                             | — | — | — | — | — | Erstveröffentlichung: 29. September 2003                                                                               |
| 2004 | Never Get Old Reality                                                               | — | — | — | — | — | Erstveröffentlichung: 25. Februar 2004                                                                                 |
| 2004 | Rebel Never Gets Old –                                                              | — | — | — | UK47 (2 Wo.)UK | — | Erstveröffentlichung: 14. Juni 2004 Mashup der Lieder Rebel Rebel und Never Get Old                                    |
| 2013 | Where Are We Now? The Next Day                                                      | DE47 (4 Wo.)DE | AT40 (3 Wo.)AT | CH52 (1 Wo.)CH | UK6 (2 Wo.)UK | — | Erstveröffentlichung: 7. Januar 2013                                                                                   |
| 2013 | The Stars (Are Out Tonight) The Next Day                                            | — | — | — | — | — | Erstveröffentlichung: 20. April 2013                                                                                   |
| 2013 | The Next Day                                                                        | — | — | — | — | — | Erstveröffentlichung: 17. Juni 2013                                                                                    |
| 2013 | Valentine’s Day The Next Day                                                        | — | — | — | — | — | Erstveröffentlichung: 16. August 2013                                                                                  |
| 2014 | Sue (Or in a Season of Crime) Nothing Has Changed / Blackstar                       | — | — | CH54 (1 Wo.)CH | UK81 (1 Wo.)UK | — | Erstveröffentlichung: 14. November 2014                                                                                |
| 2015 | Blackstar                                                                           | DE97 (1 Wo.)DE | AT69 (1 Wo.)AT | CH20 (1 Wo.)CH | UK61 (1 Wo.)UK | US78 (1 Wo.)US | Erstveröffentlichung: 20. November 2015                                                                                |
| 2015 | Lazarus Blackstar                                                                   | DE77 (1 Wo.)DE | AT38 (1 Wo.)AT | CH16 (2 Wo.)CH | UK45 (2 Wo.)UK | US40 (1 Wo.)US | Erstveröffentlichung: 21. Dezember 2015                                                                                |
| 2016 | I Can’t Give Everything Away Blackstar                                              | — | — | CH45 (1 Wo.)CH | — | — | Erstveröffentlichung: 11. April 2016                                                                                   |
| 2016 | No Plan                                                                             | — | — | — | UK92 (1 Wo.)UK | — | Erstveröffentlichung: 24. Oktober 2016                                                                                 |
| 2018 | Zeroes (2018) / Beat of Your Drum (2018) No Plan                                    | — | — | — | — | — | Erstveröffentlichung: 5. September 2018 Vinyl-Veröffentlichung; Doppel-A-Seite [limitierte Picture Disc 7]             |
| Folgende Lieder erschienen nicht als Single, wurden aber durch das Album zum Download und Streaming bereitgestellt und konnten somit eine Platzierung erlangen: |                                                                                     | | | | | | |
| |                                                                                     | | | | | | |
| 1972 | Ziggy Stardust The Rise and Fall of Ziggy Stardust and the Spiders from Mars        | — | — | — | UK76 m Silber · (1 Wo.)UK | — | |
| 2016 | Dollar Days Blackstar                                                               | — | — | CH46 (1 Wo.)CH | — | — | |

grau schraffiert: keine Chartdaten aus diesem Jahr verfügbar

### Als Gastmusiker
| Jahr | Titel Album                                  | Höchstplatzierung, Gesamtwochen, AuszeichnungChartplatzierungen (Jahr, Titel, Album, Platzierungen, Wochen, Auszeichnungen, Anmerkungen) | Höchstplatzierung, Gesamtwochen, AuszeichnungChartplatzierungen (Jahr, Titel, Album, Platzierungen, Wochen, Auszeichnungen, Anmerkungen) | Höchstplatzierung, Gesamtwochen, AuszeichnungChartplatzierungen (Jahr, Titel, Album, Platzierungen, Wochen, Auszeichnungen, Anmerkungen) | Höchstplatzierung, Gesamtwochen, AuszeichnungChartplatzierungen (Jahr, Titel, Album, Platzierungen, Wochen, Auszeichnungen, Anmerkungen) | Höchstplatzierung, Gesamtwochen, AuszeichnungChartplatzierungen (Jahr, Titel, Album, Platzierungen, Wochen, Auszeichnungen, Anmerkungen) | Anmerkungen                                                                                            |
| Jahr | Titel Album                                  | DE | AT | CH | UK | US | Anmerkungen                                                                                            |
| ---- | -------------------------------------------- | --- | --- | --- | --- | --- | --- |
| 1981 | Under Pressure Hot Space                     | DE21 (18 Wo.)DE | AT10 (10 Wo.)AT | CH10 (5 Wo.)CH | UK1 ×3Dreifachplatin · (22 Wo.)UK | US29 ×4Vierfachplatin · (16 Wo.)US | Erstveröffentlichung: 26. Oktober 1981 Queen feat. David Bowie                                         |
| 1988 | Tonight (Live) Tina Live in Europe           | DE39 (7 Wo.)DE | — | CH17 (5 Wo.)CH | — | — | Erstveröffentlichung: 28. November 1988 Tina Turner feat. David Bowie                                  |
| 1999 | Without You I’m Nothing                      | — | — | — | — | — | Erstveröffentlichung: 16. August 1999 Placebo feat. David Bowie                                        |
| 2003 | Just for One Day (Heroes) Fuck Me I’m Famous | — | — | — | UK73 (2 Wo.)UK | — | Erstveröffentlichung: 6. Juli 2003 David Guetta vs. Bowie                                              |
| 2006 | Arnold Layne –                               | — | — | — | UK19 (3 Wo.)UK | — | Erstveröffentlichung: 2006 David Gilmour feat. David Bowie; Original: Pink Floyd – Arnold Layne (1967) |

## Videoalben
| Jahr | Titel                                    | Höchstplatzierung, Gesamtwochen, AuszeichnungChartplatzierungen (Jahr, Titel, Platzierungen, Wochen, Auszeichnungen, Anmerkungen) | Höchstplatzierung, Gesamtwochen, AuszeichnungChartplatzierungen (Jahr, Titel, Platzierungen, Wochen, Auszeichnungen, Anmerkungen) | Höchstplatzierung, Gesamtwochen, AuszeichnungChartplatzierungen (Jahr, Titel, Platzierungen, Wochen, Auszeichnungen, Anmerkungen) | Höchstplatzierung, Gesamtwochen, AuszeichnungChartplatzierungen (Jahr, Titel, Platzierungen, Wochen, Auszeichnungen, Anmerkungen) | Höchstplatzierung, Gesamtwochen, AuszeichnungChartplatzierungen (Jahr, Titel, Platzierungen, Wochen, Auszeichnungen, Anmerkungen) | Anmerkungen                             |
| Jahr | Titel                                    | DE | AT | CH | UK | US | Anmerkungen                             |
| ---- | ---------------------------------------- | --- | --- | --- | --- | --- | --------------------------------------- |
| 1984 | Ziggy Stardust and the Spiders From Mars | — | — | — | UK3 Gold · (29 Wo.)UK | — |                                         |
| 1985 | Serious Moonlight                        | — | — | CH3 (2 Wo.)CH | UK6 (14 Wo.)UK | — | Charteinstieg UK: 1994, CH: 2016        |
| 1988 | The Glass Spider Tour 1987               | — | — | — | UK9 (9 Wo.)UK | — | Charteinstieg UK: 2007                  |
| 2002 | Best of Bowie                            | DE76 Gold · (1 Wo.)DE | — | CH3 (8 Wo.)CH | UK1 ×3Dreifachplatin · (154 Wo.)UK                                                                                                | US— PlatinUS | Charteinstieg DE: 2007, CH: 2016        |
| 2004 | A Reality Tour                           | DE59 Platin · (2 Wo.)DE | — | — | UK3 Platin · (201 Wo.)UK | US— PlatinUS | Charteinstieg DE: 2008                  |
| 2018 | Live – The TV Broadcasts                 | — | — | — | UK26 (1 Wo.)UK | — | Erstveröffentlichung: 3. Juni 2018      |
| 2020 | The Television Generation                | — | — | — | UK13 (4 Wo.)UK | — | Erstveröffentlichung: 7. August 2020    |
| 2022 | Moonage Daydream                         | — | — | — | UK1 Gold · (… Wo.)UK | — | Erstveröffentlichung: 18. November 2022 |

## Boxsets
| Jahr | Titel Musiklabel                                               | Höchstplatzierung, Gesamtwochen, AuszeichnungChartplatzierungen (Jahr, Titel, Musiklabel, Platzierungen, Wochen, Auszeichnungen, Anmerkungen) | Höchstplatzierung, Gesamtwochen, AuszeichnungChartplatzierungen (Jahr, Titel, Musiklabel, Platzierungen, Wochen, Auszeichnungen, Anmerkungen) | Höchstplatzierung, Gesamtwochen, AuszeichnungChartplatzierungen (Jahr, Titel, Musiklabel, Platzierungen, Wochen, Auszeichnungen, Anmerkungen) | Höchstplatzierung, Gesamtwochen, AuszeichnungChartplatzierungen (Jahr, Titel, Musiklabel, Platzierungen, Wochen, Auszeichnungen, Anmerkungen) | Höchstplatzierung, Gesamtwochen, AuszeichnungChartplatzierungen (Jahr, Titel, Musiklabel, Platzierungen, Wochen, Auszeichnungen, Anmerkungen) | Anmerkungen                              |
| Jahr | Titel Musiklabel                                               | DE | AT | CH | UK | US | Anmerkungen                              |
| ---- | -------------------------------------------------------------- | --- | --- | --- | --- | --- | ---------------------------------------- |
| 2005 | The Platinum Collection EMI (EMI)                              | — | — | — | UK53 Gold · (5 Wo.)UK | US65 q (1 Wo.)US | Erstveröffentlichung: 11. November 2005  |
| 2015 | Five Years (1969–1973) Parlophone (WMG)                        | DE63 (3 Wo.)DE | — | — | UK45 (2 Wo.)UK | — | Erstveröffentlichung: 25. September 2015 |
| 2016 | Who Can I Be Now? (1974–1976) Parlophone (WMG)                 | DE28 (1 Wo.)DE | AT75 (1 Wo.)AT | — | UK21 (1 Wo.)UK | US192 (1 Wo.)US | Erstveröffentlichung: 23. September 2016 |
| 2017 | A New Career in a New Town (1977–1982) Parlophone (WMG)        | DE24 (1 Wo.)DE | AT59 (1 Wo.)AT | — | UK19 (1 Wo.)UK | US151 (1 Wo.)US | Erstveröffentlichung: 29. September 2017 |
| 2018 | Loving the Alien (1983–1988) Parlophone (WMG)                  | DE18 (1 Wo.)DE | AT48 (1 Wo.)AT | CH56 (1 Wo.)CH | UK19 (1 Wo.)UK | — | Erstveröffentlichung: 12. Oktober 2018   |
| 2019 | Clareville Grove Demos Parlophone (WMG)                        | — | — | — | — | — | Erstveröffentlichung: 17. Mai 2019       |
| 2019 | The Mercury Demos Parlophone (WMG)                             | — | — | — | — | — | Erstveröffentlichung: 28. Juni 2019      |
| 2021 | Brilliant Adventure (1992–2001) ISO Records • Parlophone (WMG) | DE23 (1 Wo.)DE | AT35 (1 Wo.)AT | CH40 (1 Wo.)CH | UK24 (1 Wo.)UK | — | Erstveröffentlichung: 26. November 2021  |
| 2022 | Divine Symmetry Parlophone (WMG)                               | DE80 (2 Wo.)DE | — | — | UK83 (1 Wo.)UK | — | Erstveröffentlichung: 25. November 2022  |

## Sonderveröffentlichungen

### Unautorisierte Veröffentlichungen
Bie den folgenden Veröffentlichungen handelt es sich um Bootlegs und Radiomitschnitte, welche ohne Bowie Einverständnis durch die jeweiligen Labels veröffentlicht wurden. Gelistet werden ausschließlich Titel, welche sich in den Charts platzieren konnten.
| Jahr | Titel                                                | Höchstplatzierung, Gesamtwochen, AuszeichnungChartplatzierungen (Jahr, Titel, Platzierungen, Wochen, Auszeichnungen, Anmerkungen) | Höchstplatzierung, Gesamtwochen, AuszeichnungChartplatzierungen (Jahr, Titel, Platzierungen, Wochen, Auszeichnungen, Anmerkungen) | Höchstplatzierung, Gesamtwochen, AuszeichnungChartplatzierungen (Jahr, Titel, Platzierungen, Wochen, Auszeichnungen, Anmerkungen) | Höchstplatzierung, Gesamtwochen, AuszeichnungChartplatzierungen (Jahr, Titel, Platzierungen, Wochen, Auszeichnungen, Anmerkungen) | Höchstplatzierung, Gesamtwochen, AuszeichnungChartplatzierungen (Jahr, Titel, Platzierungen, Wochen, Auszeichnungen, Anmerkungen) | Anmerkungen                                                  |
| Jahr | Titel                                                | DE | AT | CH | UK | US | Anmerkungen                                                  |
| ---- | ---------------------------------------------------- | --- | --- | --- | --- | --- | ------------------------------------------------------------ |
| 1994 | Santa Monica ’72 Golden Years (EMI)                  | — | — | — | UK61 (2 Wo.)UK | — | Erstveröffentlichung: 25. April 1994                         |
| 2016 | Back in Anger – Live Parachute Recording (Parachute) | — | — | — | UK89 (1 Wo.)UK | — | Erstveröffentlichung: 2016 Nine Inch Nails feat. David Bowie |

### Kompilationen
- 1970: The World of David Bowie (Teil der Serie The World of)
- 1977: Starting Point (Teil der Serie London Collector Series)
- 1979: Rock Concert (Teil der Serie Rock Concert)
- 1981: Another Face (Teil der Serie Rock Echoes)
- 1983: Die Weiße Serie – Extra Ausgabe (Teil der Serie Die Weiße Serie)
- 1983: Space Oddity / The Man Who Sold The World (Teil der Serie 2 Disques LP Set)
- 1985: The Collection (Teil der Serie The Collector Series, UK: Silber)

### EPs
- 1979: The Mannish Boys / Davy Jones and the Lower Third (Teil der Serie NUT EP Series)

### Soundtrackbeiträge
| Jahr | Titel                                                  |
| ---- | ------------------------------------------------------ |
| 1982 | Cat People (MCA) r                                     |
| 1985 | The Falcon and the Snowman (EMI America) r             |
| 1986 | Absolute Beginners (Virgin) r                          |
| 1986 | When The Wind Blows (EMI) r                            |
| 1992 | Songs from the Cool World (Warner) r                   |
| 1993 | Buddha of Suburbia (BMG/Arista) r                      |
| 1995 | Showgirls (Interscope) r                               |
| 1996 | Basquiat (Island) r                                    |
| 1999 | Omikron: The Nomad Soul (Soundtrack zum Computerspiel) |
| 2000 | American Psycho (Koch Records)                         |
| 2001 | Moulin Rouge (Twentieth Century Fox/Interscope)        |
| 2001 | Training Day (Priority)                                |
| 2004 | Mayor Of Sunset Strip (Shout! Factory DK)              |
| 2004 | Shrek 2 (Dreamworks/Geffen)                            |
| 2004 | Die Tiefseetaucher (Hollywood 2061)                    |
| 2005 | Stealth – Unter dem Radar (Epic/Sony)                  |

## Statistik

### Chartauswertung
|                     | DE     | AT     | CH     | UK     | US     |
| ------------------- | ------ | ------ | ------ | ------ | ------ |
| Nummer-eins-Alben   | DE2DE  | AT1AT  | CH2CH  | UK11UK | US1US  |
| Top-10-Alben        | DE12DE | AT11AT | CH7CH  | UK36UK | US9US  |
| Alben in den Charts | DE44DE | AT37AT | CH34CH | UK73UK | US46US |

|                       | DE     | AT     | CH     | UK     | US     |
| --------------------- | ------ | ------ | ------ | ------ | ------ |
| Nummer-eins-Singles   | DE—DE  | AT—AT  | CH1CH  | UK5UK  | US2US  |
| Top-10-Singles        | DE7DE  | AT6AT  | CH7CH  | UK25UK | US6US  |
| Singles in den Charts | DE31DE | AT20AT | CH26CH | UK74UK | US28US |

|                          | DE    | AT    | CH    | UK    | US    |
| ------------------------ | ----- | ----- | ----- | ----- | ----- |
| Nummer-eins-Videoalben   | DE—DE | AT—AT | CH—CH | UK2UK | US—US |
| Top-10-Videoalben        | DE—DE | AT—AT | CH2CH | UK6UK | US—US |
| Videoalben in den Charts | DE2DE | AT—AT | CH2CH | UK8UK | US—US |

### Auszeichnungen für Musikverkäufe
| Land/RegionAuszeichnungen für Musikverkäufe (Land/Region, Auszeichnungen, Verkäufe, Quellen) | Silber       | Gold         | Platin         | Verkäufe    | Quellen                                                     |
| -------------------------------------------------------------------------------------------- | ------------ | ------------ | -------------- | ----------- | ----------------------------------------------------------- |
| Argentinien (CAPIF)                                                                          | —            | —            | Platin1        | 8.000       | capif.org.ar (Memento vom 31. Mai 2011 im Internet Archive) |
| Australien (ARIA)                                                                            | —            | 4× Gold4     | 17× Platin17   | 1.010.000   | aria.com.au                                                 |
| Belgien (BRMA)                                                                               | —            | Gold1        | Platin1        | 45.000      | ultratop.be                                                 |
| Brasilien (PMB)                                                                              | —            | Gold1        | 3× Platin3     | 210.000     | pro-musicabr.org.br                                         |
| Dänemark (IFPI)                                                                              | —            | 5× Gold5     | 3× Platin3     | 335.000     | ifpi.dk                                                     |
| Deutschland (BVMI)                                                                           | —            | 6× Gold6     | 2× Platin2     | 1.175.000   | musikindustrie.de                                           |
| Europa (IFPI)                                                                                | —            | —            | 2× Platin2     | (2.000.000) | ifpi.org (Memento vom 15. Oktober 2013 im Internet Archive) |
| Finnland (IFPI)                                                                              | —            | 3× Gold3     | —              | 71.158      | ifpi.fi                                                     |
| Frankreich (SNEP)                                                                            | —            | 12× Gold12   | 8× Platin8     | 2.520.000   | infodisc.fr snepmusique.com                                 |
| Irland (IRMA)                                                                                | —            | Gold1        | —              | 7.500       | irishcharts.ie                                              |
| Italien (FIMI)                                                                               | —            | 6× Gold6     | 11× Platin11   | 945.000     | fimi.it                                                     |
| Japan (RIAJ)                                                                                 | —            | 3× Gold3     | —              | 300.000     | riaj.or.jp                                                  |
| Kanada (MC)                                                                                  | —            | 14× Gold14   | 20× Platin20   | 2.540.000   | musiccanada.com                                             |
| Neuseeland (RMNZ)                                                                            | —            | 21× Gold21   | 35× Platin35   | 1.052.500   | aotearoamusiccharts.co.nz NZ2 NZ3                           |
| Niederlande (NVPI)                                                                           | —            | 3× Gold3     | 5× Platin5     | 565.000     | nvpi.nl                                                     |
| Österreich (IFPI)                                                                            | —            | 4× Gold4     | Platin1        | 97.500      | ifpi.at                                                     |
| Polen (ZPAV)                                                                                 | —            | Gold1        | Platin1        | 50.000      | olis.pl                                                     |
| Portugal (AFP)                                                                               | —            | 2× Gold2     | 3× Platin3     | 72.500      | Einzelnachweise                                             |
| Schweden (IFPI)                                                                              | —            | 5× Gold5     | 4× Platin4     | 275.000     | sverigetopplistan.se                                        |
| Schweiz (IFPI)                                                                               | —            | Gold1        | Platin1        | 35.000      | hitparade.ch                                                |
| Spanien (Promusicae)                                                                         | —            | 11× Gold11   | 6× Platin6     | 675.000     | elportaldemusica.es ES2 ES3 ES4                             |
| Vereinigte Staaten (RIAA)                                                                    | —            | 13× Gold13   | 13× Platin13   | 19.200.000  | riaa.com                                                    |
| Vereinigtes Königreich (BPI)                                                                 | 18× Silber18 | 28× Gold28   | 41× Platin41   | 28.407.000  | bpi.co.uk                                                   |
| Insgesamt                                                                                    | 18× Silber18 | 145× Gold145 | 178× Platin178 |             |                                                             |